# Romvag
Romvag Caracal este o companie producătoare de vagoane din România.
Și-a început producția în anul 1973.
În anul 2002 a fost privatizată,
iar în anul 2004 a fost achiziționată de compania International Railway Systems.
Pentru o perioadă a fost unul dintre cei mai mari exportatori mondiali de vagoane de marfă, având o capacitate maximă reală de 5.000 vagoane construite pe an.
Din anul 1973 când a început să producă, Romvag SA a construit și vândut peste 70.000 vagoane noi, din care aproximativ 50.000 vagoane pentru export.
International Railway Systems deține 70,51% din acțiuni, iar SIF Oltenia - 27,93%.
Titlurile Romvag Caracal sunt cotate la categoria de bază a pieței Rasdaq, secțiunea XMBS, sub simbolul ROMJ.
Număr de angajați în 2008: 2.368
Cifra de afaceri:
- 2008: 302,7 milioane lei (82,2 milioane euro)[4]
- 2007: 235,9 milioane lei (67 milioane euro)[3][5]

Venit net în 2008: 9 milioane lei (2,5 milioane euro)